# 時代に適した風営法を求める議員連盟
時代に適した風営法を求める議員連盟（じだいにてきしたふうえいほうをもとめるぎいんれんめい）とは、パチンコ業界に関連した自由民主党の国会議員による議員連盟である。2014年2月14日に発足。通称・風営法改正議連。「自民党遊技業振興議員連盟」が改称した。令和4年8月に「遊技産業議員連盟」に改称。
講師としてパチンコ系の業界団体を招いて勉強会を開いている。
発足当時の会合では、余暇環境整備推進協議会理事の渡邊洋一郎弁護士により、「パチンコ/パチスロにおける換金の法制化」、その見返りとしてプレーヤーが行う換金行為に対して1％の徴税を課す「換金税」の導入提案がなされた。

## 役員
- 会長：田中和徳
- 副会長：（空席）
- 幹事：（空席）
- 事務局長：小倉將信
- 事務局長代行：古賀篤

## メンバー

### 衆議院
- 御法川信英
- 萩生田光一
- 野田聖子
- 西村康稔
- 伊藤忠彦
- 上野賢一郎
- 松島みどり
- 逢沢一郎
- 鈴木隼人
- 阿部俊子

### 参議院
- 石井準一

## 元メンバー
- 白石徹（2017年に死去）
- 木村太郎（2017年に死去）
- 長島忠美（2017年に死去）
- 高村正彦（2017年に引退）
- 赤枝恒雄（2017年に引退）
- 保岡興治（会長・2017年に引退）
- 伊達忠一（2019年に引退）
- 望月義夫（副会長・2019年に死去）
- 木村義雄（2019年に落選）
- 秋元司（事務局長・2021年に不出馬）
- 菅原一秀（2021年に議員辞職）
- 白須賀貴樹（2021年に離党）
- 山口泰明（2021年に引退）
- 竹本直一（2021年に引退）
- 大島理森（2021年に引退）
- 大塚高司（2021年に引退）
- 原田義昭（2021年に落選）
- 野田毅（2021年に落選）
- 神山佐市（2021年に落選）
- 中山泰秀（2021年に落選）
- 後藤田正純（2023年に議員辞職）
- 桜田義孝（2024年に引退）
- 橋本岳（2024年に落選）
- 渡辺博道（2024年に落選）
- 山本有二（2024年に落選）
- 神田憲次（2024年に落選）
- 石井正弘（2025年に引退）